# Great Brickhill
Great Brickhill – wieś w Anglii, w hrabstwie Buckinghamshire, w dystrykcie (unitary authority) Buckinghamshire. Leży 64 km na północny zachód od centrum Londynu. W 2001 miejscowość liczyła 865 mieszkańców.